# Johann Sasse

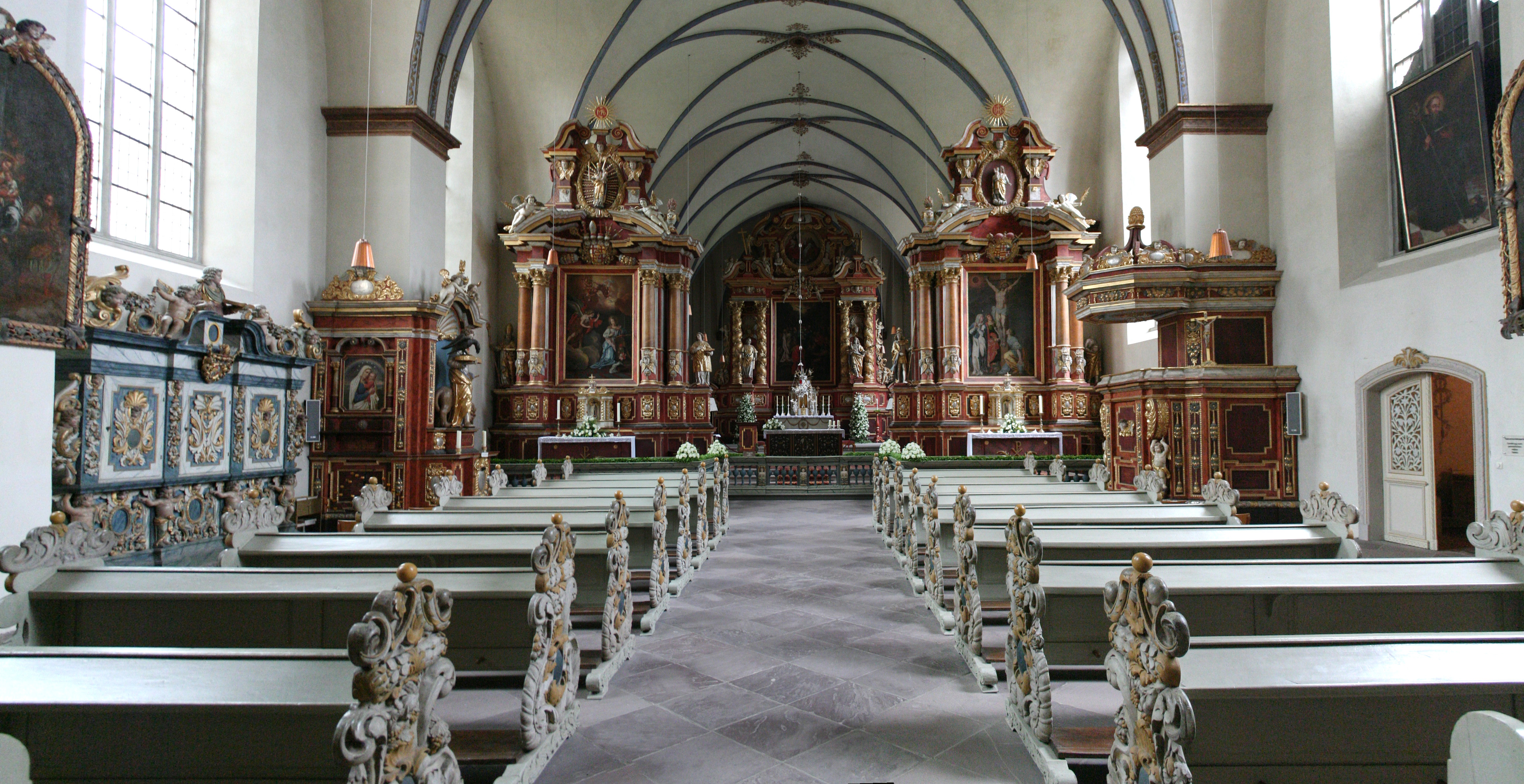
Innenausstattung Klosterkirche Corvey

Johann Sasse (* 1640 in Attendorn; † 1706) war ein Bildschnitzer und Bildhauer des Barocks, der vorwiegend sakrale Kunstwerke schuf. Sein Sohn Peter Sasse († 1755) führte die  Werkstatt Sasse fort.

## Leben und Werk
Sasse war verheiratet mit einer Margarete Zappenfeld. Aus der Ehe ging unter anderem der Sohn Peter hervor. Eine Tochter wurde während des Aufenthaltes der Familie zur Umgestaltung der Klosterkirche in Corvey geboren.
Johann Sasse war Besitzer einer bekannten Bildhauerwerkstatt in Attendorn. Deren Werke finden sich vor allem im westlichen und mittleren Sauerland. Sasse zählt zu den führenden Schnitzkünstlern im späten 17. und frühen 18. Jahrhundert. Er und seine Werkstatt schufen einzelne sakrale Ausstattungsstücke wie Altäre, Figuren, Orgelprospekte, aber auch vollständige Kirchenausstattungen.
Im Jahr 1670 begann er mit der Arbeit an einem zweiten Hochaltar und dem Chorgestühl der Franziskanerkirche in Fritzlar. Er schuf zwischen 1671 und 1673 den Hochaltar der Attendorner Pfarrkirche St. Johannes Baptist. Dieses Werk wurde wahrscheinlich 1783 durch einen Brand zerstört. In derselben Kirche schufen er oder seine Werkstatt den Marienaltar, das Chorgestühl, eine Kanzel, weitere Seitenaltäre und Figuren. Im Jahr 1697 schuf er dort einen Muttergottesaltar zum Gedenken an den Dompropst Wilhelm von Fürstenberg. Ebenso stammt von ihm die barocke Ausstattung der Abteikirche Corvey. Nach Entwürfen von Johann Georg Rudolphi schuf er ab 1674 den großen Hochaltar, die Nebenaltäre und das Chorgestühl. Der Vertrag mit dem Kloster sah dafür eine Bezahlung von 1500 Talern vor. Eine Bedingung war, dass er daneben in dieser Zeit keine weitere Arbeiten annehmen durfte. Von ihm stammen auch die Kanzeln von St. Petri in Soest (1692/93) und der Kirche in Mellrich. Er arbeitete auch an der Innenausstattung von Burg Schnellenberg. Dafür schuf er geschnitzte Türwände und Wandverkleidungen. Ihm oder seiner Werkstatt zugeschrieben werden auch Arbeiten in den Kirchen in Wormbach und Hemer, in der Adolfsburg, in Paderborn, Lenhausen sowie in der Kapelle Fehrenbracht. In der Hospitalkirche in Attendorn befindet sich ein von Sasse geschaffenes Vesperbild. Dieses wurde von ihm und seiner Frau Margarete 1683 auch gestiftet. Die Gestaltung der von Peter Hendrich Varenholt aus Bielefeld gebauten Orgel in der Pfarrkirche St. Peter und Paul in Kirchhundem aus der Zeit um 1701/02 stammt ebenfalls von Sasse.

## Nachfolger
Sein Sohn Peter Sasse übernahm die Werkstatt und schuf ebenfalls einige sakrale Kunstwerke. Als sein Hauptwerk gilt die Ausstattung der Wallfahrtskirche auf dem Kohlhagen. Er schuf auch die Altäre für Emlinghausen und für die Wallfahrtskapelle Waldenburg. Ebenso arbeitete er für die Kirchen in Wenden und Bödefeld.
Bei vielen Werken ist nicht klar, ob sie von einem der beiden Meister oder von Mitarbeitern ausgeführt wurden. Oft wurden angefangene Werke der Meister auch von Gesellen zu Ende geführt. Bei einigen Werken ist die Zuordnung zu Johann Sasse oder seiner Werkstatt nicht eindeutig. Dies gilt für die Kirchen in Friesenhagen, Elspe und Drolshagen.

## Beispiele aus der Werkstatt

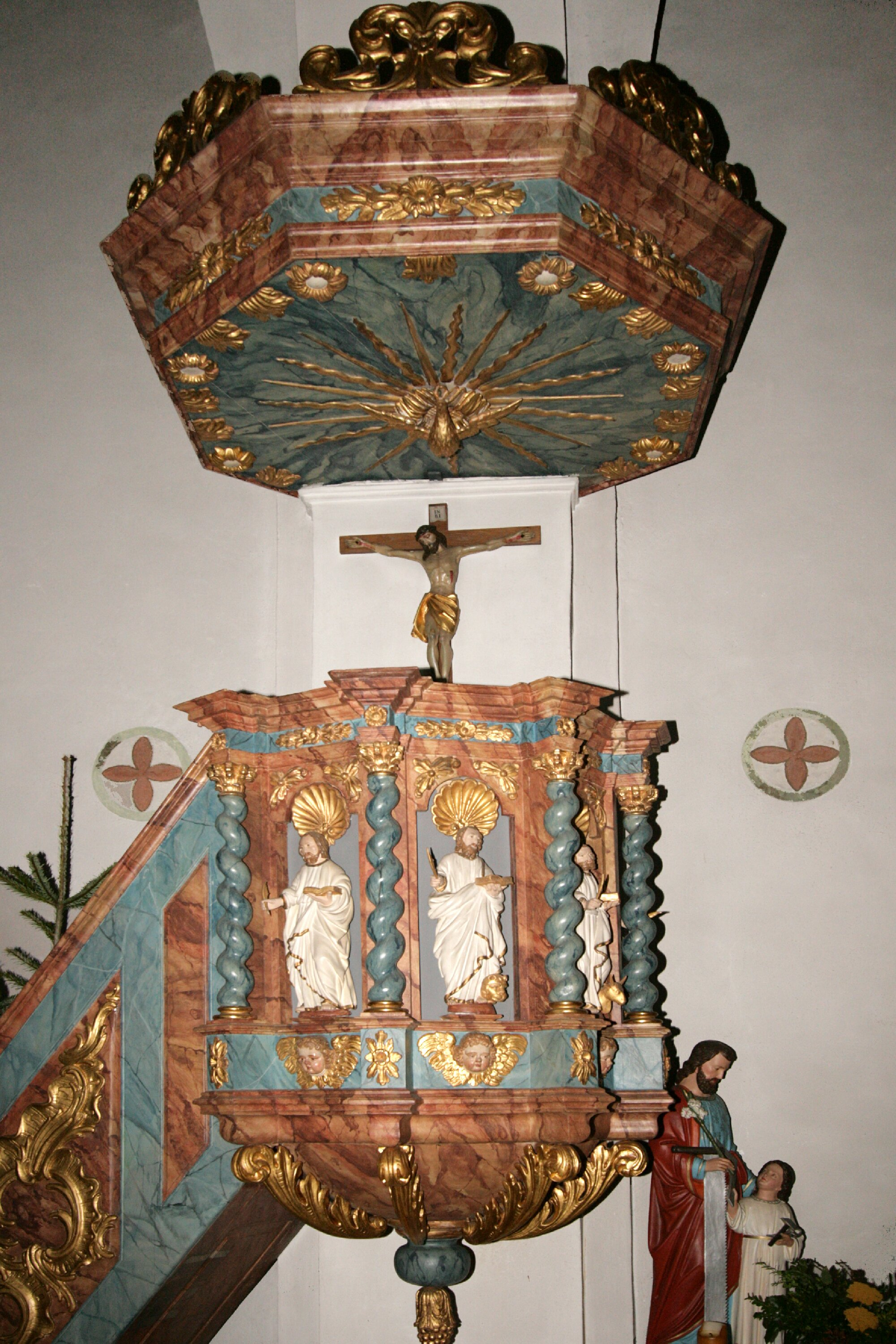
Kanzel der Kirche St. Katharina Heinsberg
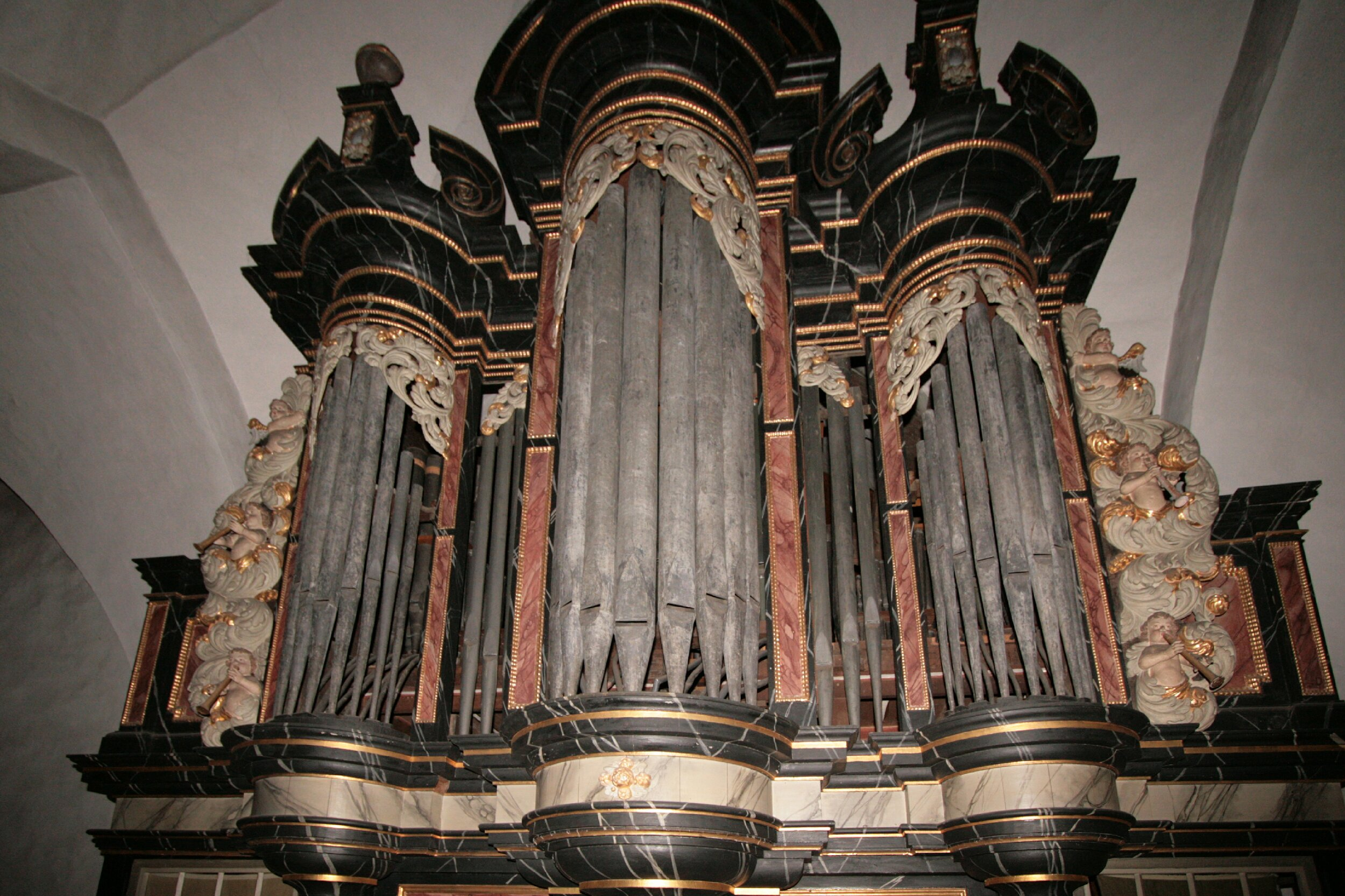
Orgel von St. Peter und Paul in Kirchhundem
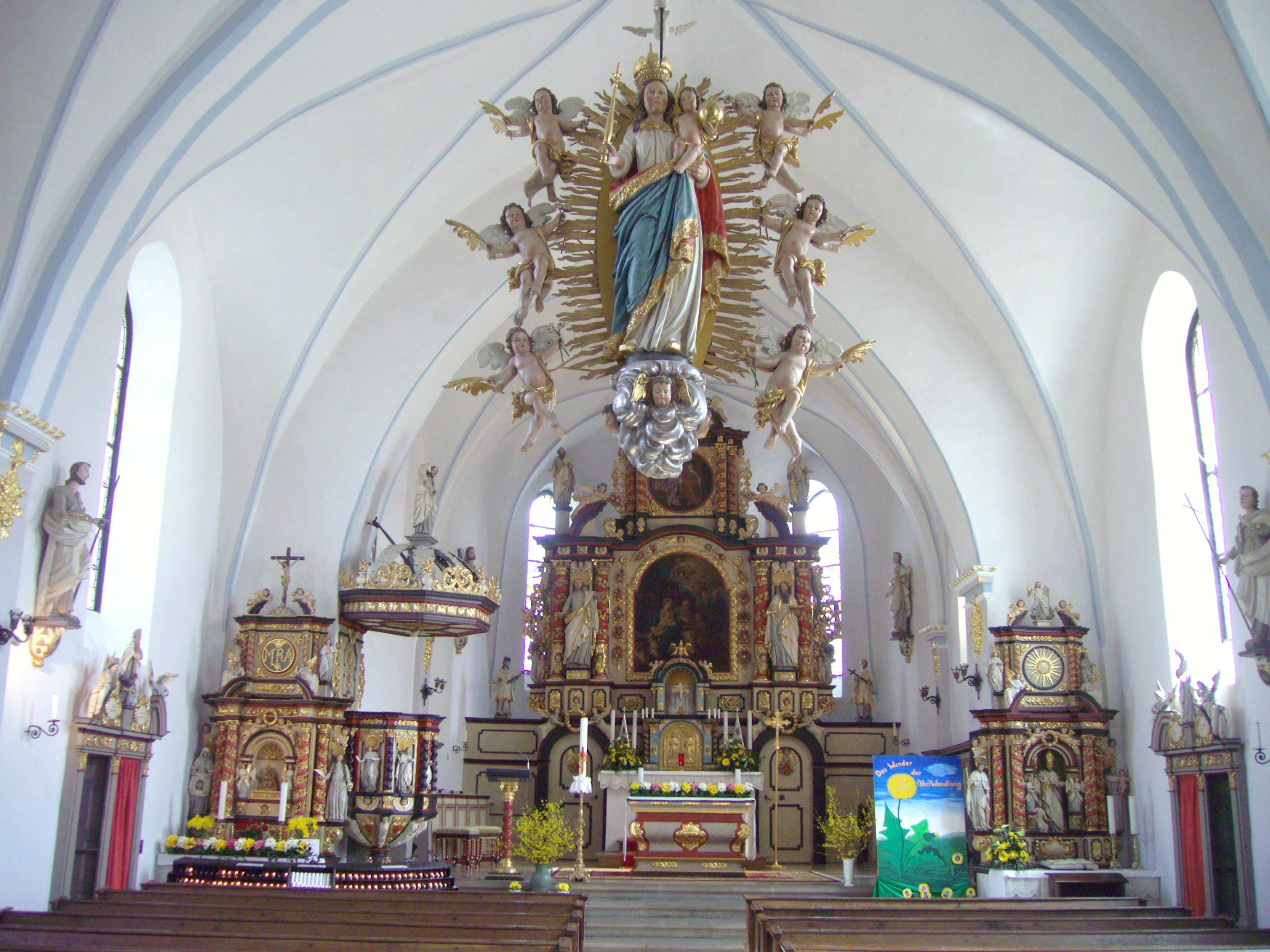
Innenausstattung der Wallfahrtskirche Kohlhagen nach 1709
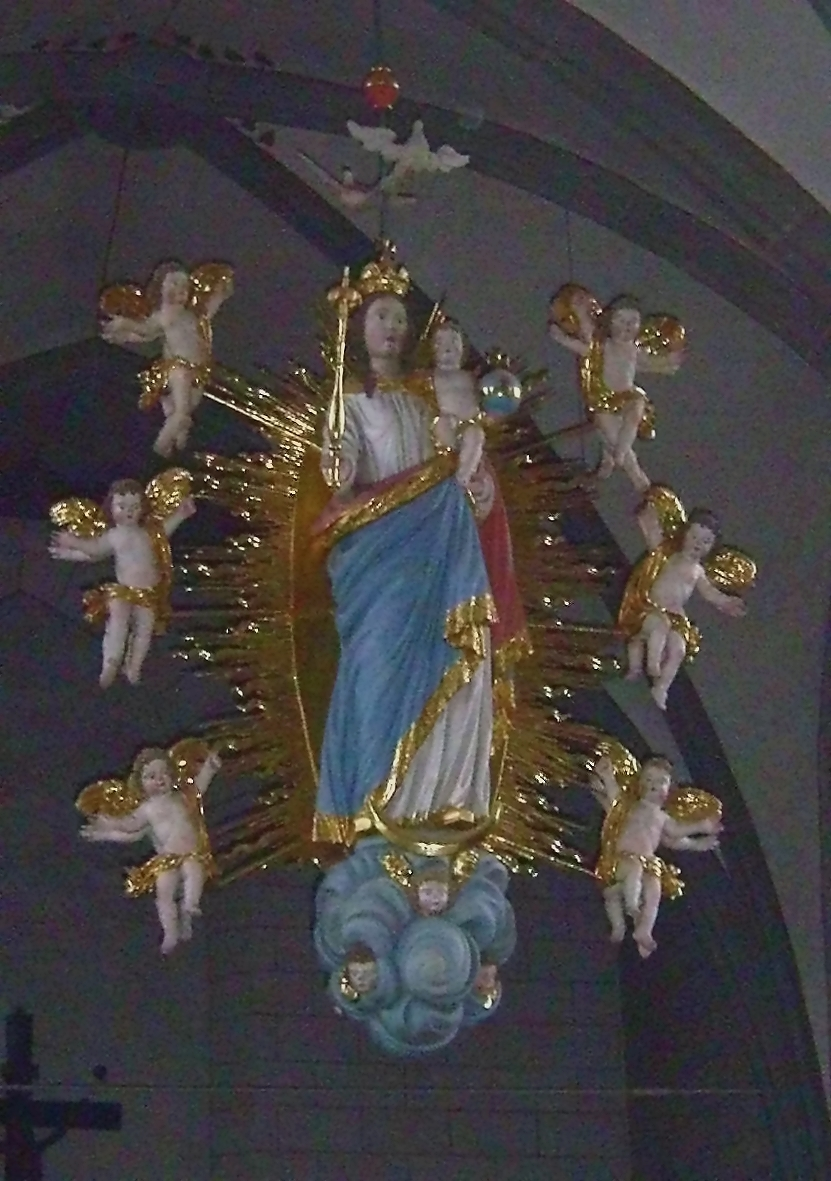
Barocke Strahlenmadonna um 1730 im Kloster Oelinghausen
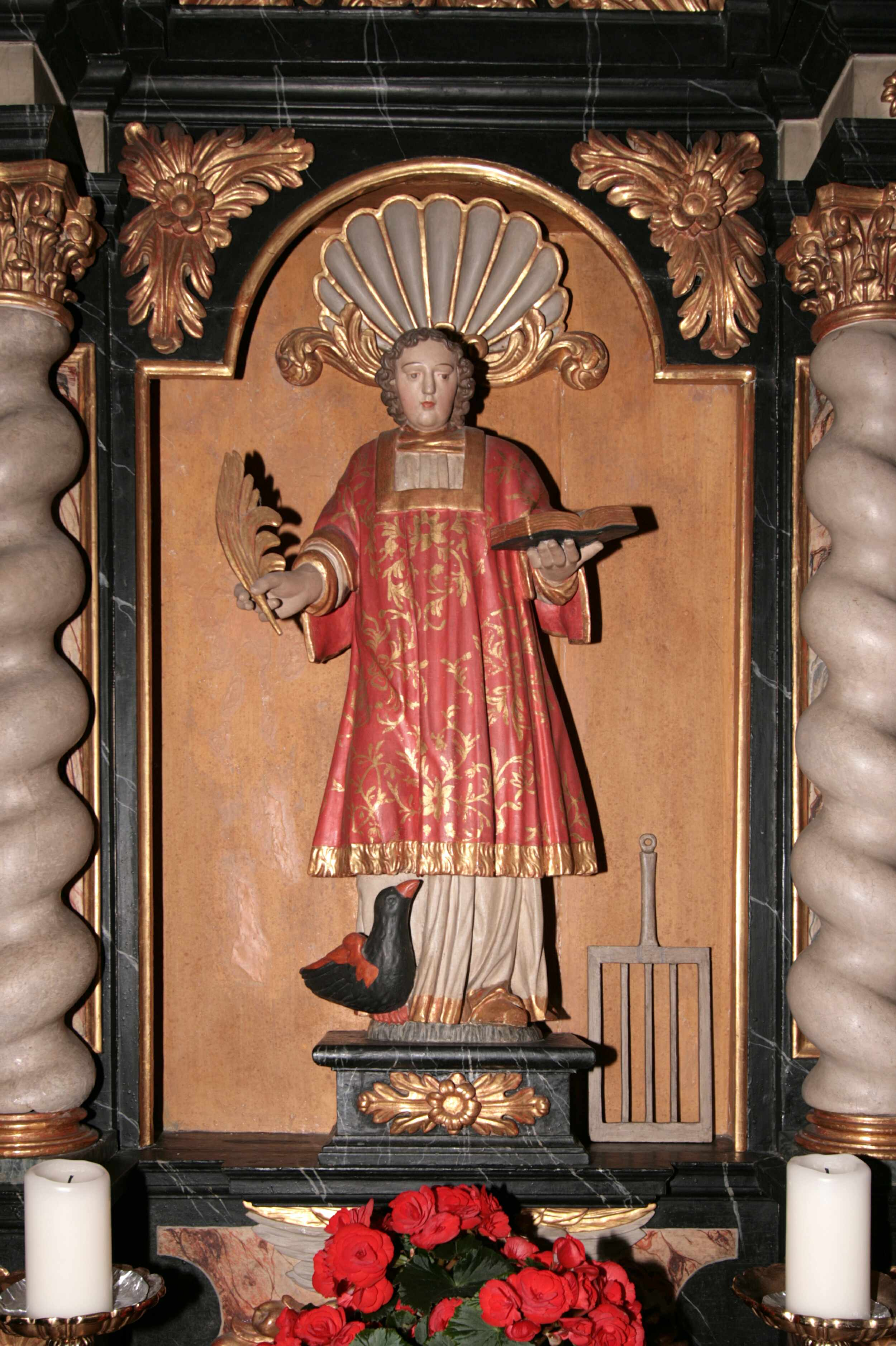
Schmallenberg Lenne Altarbild: St. Vincentius
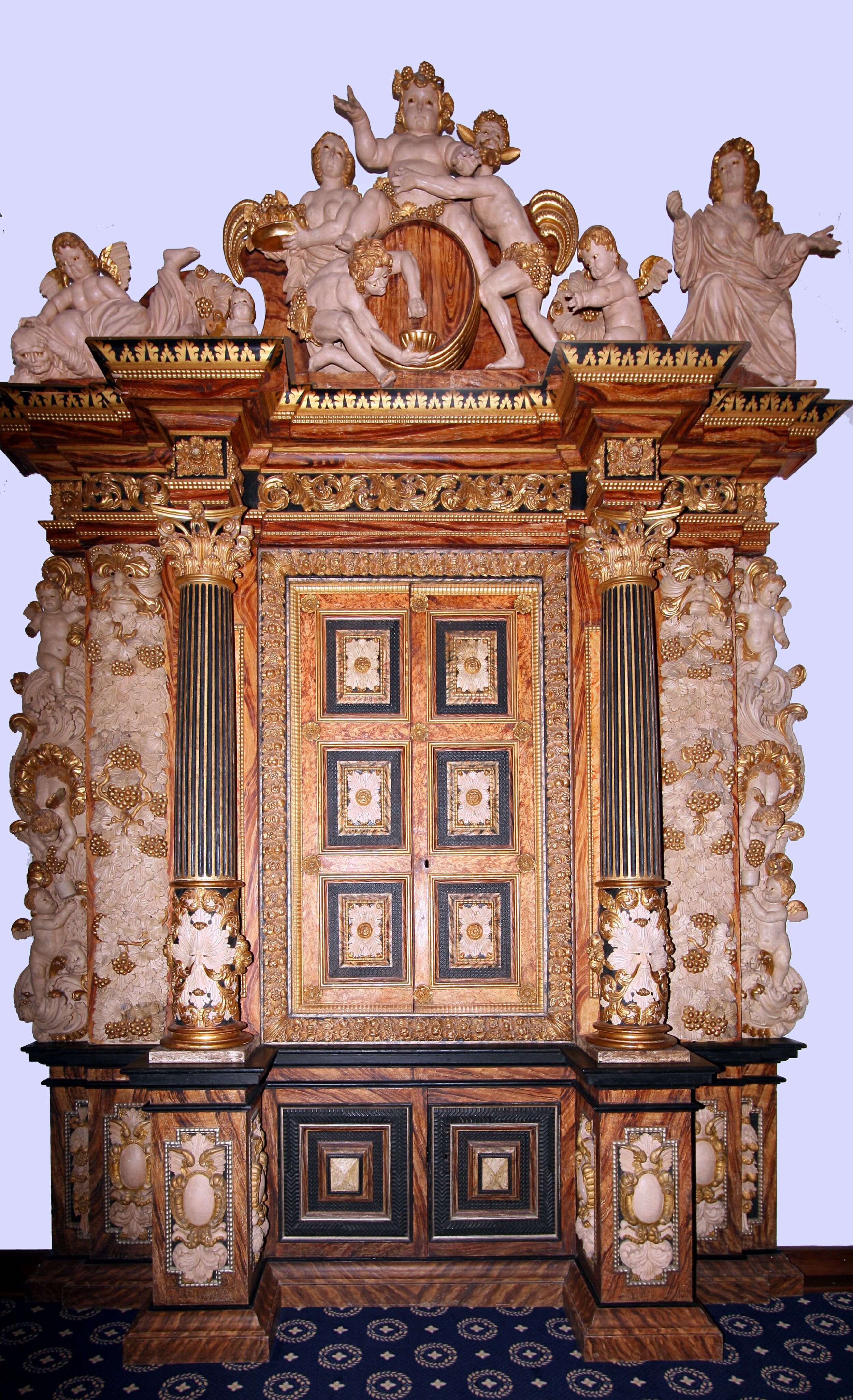
Weinschrank (heute auf Burg Schnellenberg)